# Antonio Pacinotti
Antonio Pacinotti (Pisa, 17 giugno 1841 – Pisa, 25 marzo 1912) è stato un patriota, politico e scienziato italiano, a cui si deve l'invenzione della dinamo e del motore elettrico in corrente continua.

## Biografia
Nato a Pisa in Via Santa Maria 24, figlio del valente fisico ed accademico Luigi Pacinotti e della nobile Caterina Catanti, primo di 11 fratelli, frequentò l'istituto arcivescovile Santa Caterina e nel 1859 prese parte alla seconda guerra di indipendenza come Sergente volontario a Goito, punto periferico della più grande Battaglia di Solferino e San Martino.
Antonio Pacinotti frequentò le scuole pisane con risultati da subito estremamente brillanti, ed a soli 15 anni fu ammesso a frequentare il corso di matematica, pura ed applicata, all’Università.
Fu allievo di Carlo Matteucci e si laureò in matematica a Pisa con Riccardo Felici.
Nel 1862 fu di valido aiuto dell'astronomo Giovanni Battista Donati ed in questo periodo scoprì anche una cometa (indicata come 1862 III); in seguito divenne professore all'istituto tecnico di Bologna dal 1864, professore di fisica nell'Università di Cagliari nel 1873 e, infine, successe al padre nel 1881 nella cattedra di Fisica Tecnologica dell'Università di Pisa. Tra i suoi allievi vi fu Augusto Righi che ne sarà suo successore.
Durante il suo soggiorno a Cagliari conobbe, e sposò il 29 aprile 1882, la diciannovenne Maria Grazia Sequi Salazar, che precocemente morì a Pisa il 25 febbraio dell'anno successivo unitamente al suo primogenito. Si risposò con Lina Angelini da cui nacque la figlia Maria Antonia.
Nel 1883 Pacinotti divenne socio corrispondente dell'Accademia dei Lincei e, nel 1898, socio nazionale. Nel 1888 aderì alla Società dei XL, e nel 1905 fu nominato senatore del Regno d'Italia.
Morì a Pisa il 25 marzo 1912 nella casa di Via Santa Maria 24, venendo sepolto nel Camposanto Monumentale.

## Studi astronomici e scoperte
Pacinotti seguì in qualità di fisico e matematico i lavori e gli studi del professor Giovanni Battista Donati, all'epoca docente di Astronomia all'Istituto di Studi superiori di Firenze. Pur collaborando con lui per soli due anni, fu fervido studioso e riuscì a sviluppare metodi di calcolo astronomico che applicò allo studio delle orbite delle comete. A Pacinotti e Carlo Toussaint è attribuita una scoperta indipendente della cometa 109P/Swift-Tuttle, osservata il 22 luglio 1862 da Firenze. La cometa, tuttavia, era stata già scoperta nei giorni precedenti da due astronomi inglesi di cui porta il nome.

## Studi tecnici e contributi
I suoi successivi studi sulle macchine a induzione lo portarono alla realizzazione di macchine ad alta tensione. L'attività tecnica di Pacinotti si svolse anche in altri campi: dalla termologia, alla meccanica agraria e vinificazione. I suoi numerosi scritti inediti contengono progetti, abbozzi e intuizioni talvolta precorritrici.
Interessanti i suoi studi sulle correnti elettriche, sulle resistenze elettriche, sull'utilizzazione del calore solare, sulla bilancia delle tangenti e di notevole interesse il suo comparatore elettrostatico.
È poco noto, ma Pacinotti sviluppò un avanzato cronografo elettromagnetico di elevata precisione che permetteva di effettuare delle misurazioni di tempo estremamente precise per la sua epoca, grazie al comando elettrico automatico predisposto per le misure degli intervalli di tempo. La Regia Marina ne fece largo uso così come i vari Osservatori Astronomici sparsi nel mondo. Si applicò con validi risultati allo sviluppo di tecnologie relative all'illuminazione delle città, ed alla trasmissione dell'energia elettrica a distanza.

## Studi scientifici ed invenzione della dinamo

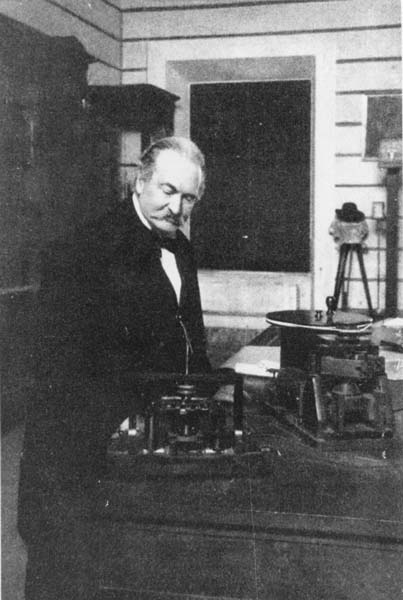
Antonio Pacinotti

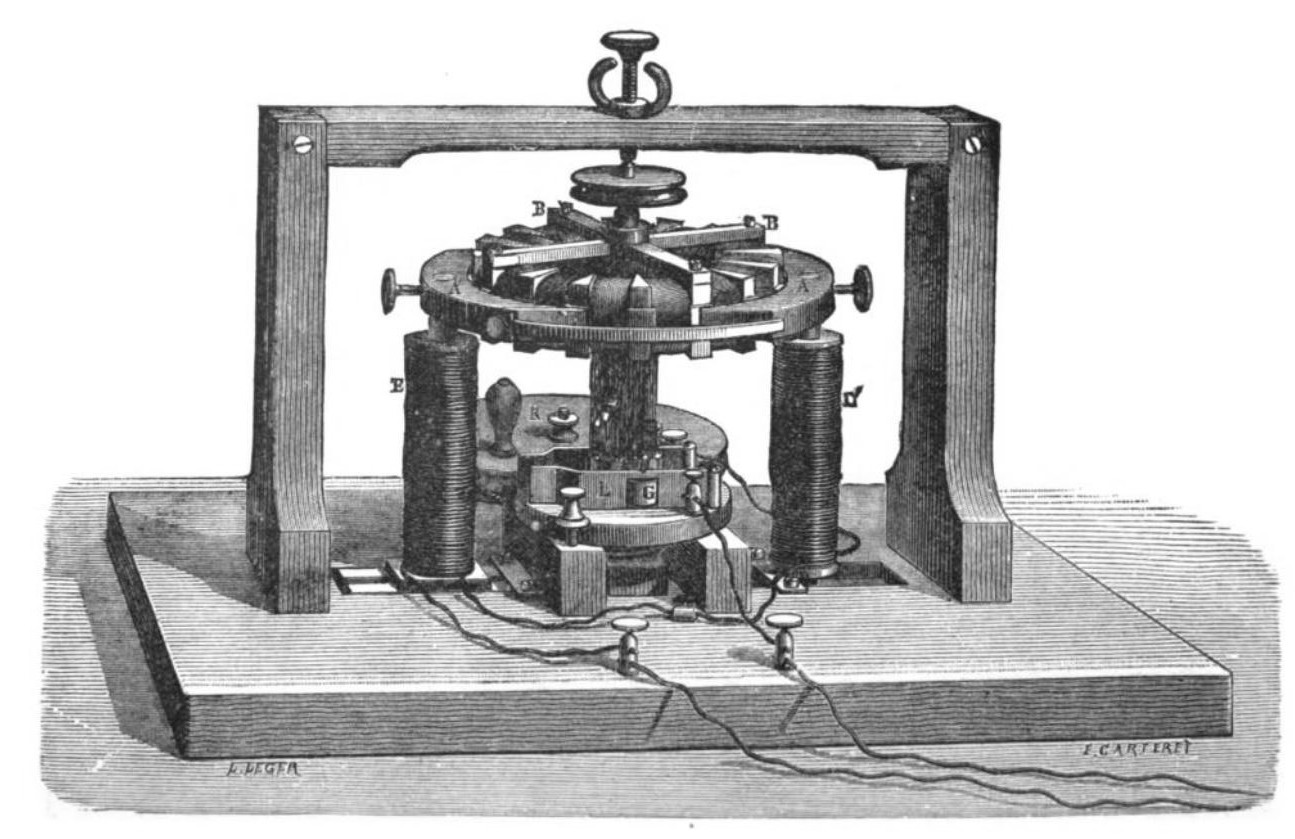
Dinamo di Pacinotti

Fu in seguito alle lezioni del Professor Riccardo Felici che Pacinotti sviluppò l’interesse per i fenomeni elettrici.
Indirizzatosi così verso i problemi della fisica ed in particolare su quelli dell'elettrologia, si occupò delle tecniche per le misure delle correnti elettriche e si applicò in seguito allo studio volto a realizzare dei generatori dinamici di elettricità.
Nel 1858, a soli 17 anni, scrisse un quaderno, intitolato Sogni, ove riportò molti degli appunti delle sue ricerche.
Nel 1858 la prima intuizione dell'anello (noto oggi come l'anello di Pacinotti) che diventerà la base per la realizzazione della dinamo, arrivando per primo a costruire il 10 gennaio 1859 un generatore dinamo-elettrico di corrente continua sperimentale.
Il primo esemplare di dispositivo elettrico fu realizzato presso il laboratorio di fisica del padre nel 1860 insieme all'assistente tecnico Poggiali, ed è ben considerato la prima macchina dinamica generatrice di elettricità (dinamo), un sistema alternativo alla produzione statica per via elettro-chimica sino ad allora ottenuta solo mediante Pile e Batterie.
Il dispositivo di Pacinotti rimase solo un prototipo di dinamo, poiché la versione brevettata è da attribuirsi a Zénobe-Théophile Gramme, che la mise a punto nel 1869, brevettandola poi nel 1871.
Esistono ancora ben tre Macchine Dinamo-elettriche costruite dal Pacinotti: la prima si trova a Pisa presso il Museo degli strumenti per il calcolo, la seconda presso il Museo di Fisica di Cagliari, e una terza presso lo Science Museum di Londra.

## Dalla Dinamo al Motore elettrico
Nel corso del 1869, il Pacinotti, sperimentando assiduamente, si rese subito conto che la macchina era reversibile; notò infatti che collegando una batteria piombo-acido al fine di ricaricarla, accadeva che rilasciando la manovella questa si metteva a ruotare in senso inverso; scoprì quindi che applicando una tensione elettrica al suo "anello" questi produceva una coppia meccanica determinando così la rotazione del rotore. L'anello è quindi capace di funzionare sia come dinamo che come motore elettrico (l'Anello di Pacinotti).
L'anello funziona come dinamo quando lo si fa ruotare mediante una manovella. In questa configurazione, nelle bobine dell’indotto si producono delle forze elettromotrici per variazione del flusso magnetico concatenato; tali forze elettromotrici sono poi riportate sui morsetti collegati alle spazzole, opportunamente posizionate rispetto allo statore. Un carico elettrico collegato al dispositivo è percorso da una corrente pulsante circolante sempre nello stesso verso (continua).
L'anello funziona come motore, quando, applicando una tensione elettrica continua ai morsetti si induce una circolazione di corrente in ragione del circuito creato dal contatto dalle spazzole con l'avvolgimento di rotore , il quale genera così un campo magnetico che, interagendo con quello dato creato dalle bobine di statore, sviluppa una coppia motrice che determina la rotazione.

## Paternità dell'invenzione
Pacinotti mise a punto il suo dispositivo ad anello ma non si curò bene di brevettarlo. Nel 1861 è preso dagli studi che conclude laureandosi nel 1862; subito dopo andò a Firenze per lavorare con l’astronomo Giovanni Battista Donati all’Istituto degli Studi Superiori.
Nel 1863 pubblicò finalmente un articolo per la rivista Il Nuovo Cimento in cui descrisse con dovizia di particolari il suo anello.
Incaricato di acquistare apparecchiature scientifiche per conto del Ministero della Marina Italiana, Pacinotti si recò a Parigi ove incontra Demoulin, Direttore delle officine Fremont, al quale prospetta la sua invenzione sperando di convincerlo ad acquistare i diritti per lo sviluppo industriale del suo dispositivo; il Direttore gli presentò così il capoofficina belga Zénobe-Théophile Gramme ai fini di uno sviluppo tecnico-industriale della stessa. Al capoofficina Pacinotti fece dimostrazioni e diede schemi e descrizioni di funzionamento, nella convinzione che si potesse giungere ad uno sviluppo industriale e al riconoscimento della sua invenzione. Gramme indegnamente avocò poi a sé i diritti dell'invenzione, presentando nel 1869 un suo modello con domanda di brevetto pronto per la produzione industriale.
Fu quest'ultimo nel 1871 a brevettare la dinamo. Pacinotti cadde nello sconforto. Inutilmente pubblicò una lettera di protesta sui Comptes Rendus, la rivista dell’Accademia francese delle Scienze. Nonostante tutto la scoperta purtroppo non gli sarà mai riconosciuta in Francia.
La priorità dell’invenzione della dinamo/motore o meglio dell'"anello" gli venne riconosciuta però solo dopo la sua morte, all’Esposizione Universale di Chicago del 1933 e nel 1934 ad un Congresso degli Scienziati Elettrotecnici, in occasione del 75º anniversario della sua ideazione.

## Carriera
- Professore ordinario di Fisica sperimentale all'Università di Cagliari (30 marzo 1873)
- Professore ordinario di Fisica tecnologica e meccanica sperimentale all'Università di Pisa (15 dicembre 1881-25 marzo 1912)

### Cariche e titoli
- Direttore del Gabinetto di fisica sperimentale dell'Università di Cagliari (30 marzo 1873)
- Direttore del Gabinetto di fisica tecnologica all'Università di Pisa (15 dicembre 1881)
- Socio corrispondente dell'Accademia dei Lincei di Roma (31 dicembre 1883)
- Socio nazionale dell'Accademia dei Lincei di Roma (2 agosto 1898)
- Membro corrispondente della Società reale di Napoli (14 febbraio 1885)
- Membro ordinario della Società reale di Napoli (9 aprile 1898)
- Membro della Società italiana delle scienze, detta dei XL (luglio 1886)
- Presidente onorario dell'Associazione elettrotecnica italiana

### Nomina a Senatore
- Nomina:	03/12/1905
- Categoria:	18 I membri della Regia accademia delle scienze dopo sette anni di nomina
- Relatore:	Antonino Di Prampero
- Convalida:	12/12/1905
- Giuramento:	12/12/1905

## Onorificenze
- Cavaliere dell'Ordine dei SS. Maurizio e Lazzaro
- Gran cordone dell'Ordine dei SS. Maurizio e Lazzaro 20 luglio 1911
- Cavaliere dell'Ordine della Corona d'Italia 23 gennaio 1879
- Commendatore dell'Ordine della Corona d'Italia 5 gennaio 1882
- Cavaliere del merito di Savoia 19 aprile 1888
- Cavaliere dell'Ordine civile di Savoia 19 aprile 1888
- Cavaliere dell'Ordine della Legion d'onore (Francia) 10 novembre 1881

DEDICHE:
Un tratto del Lungarno di Pisa è a lui intitolato.
SEPOLTURA:
È sepolto nel Campo Santo Monumentale di Pisa, il quarto monumento della Piazza del Duomo della città alfea.

### Onorificenze italiane

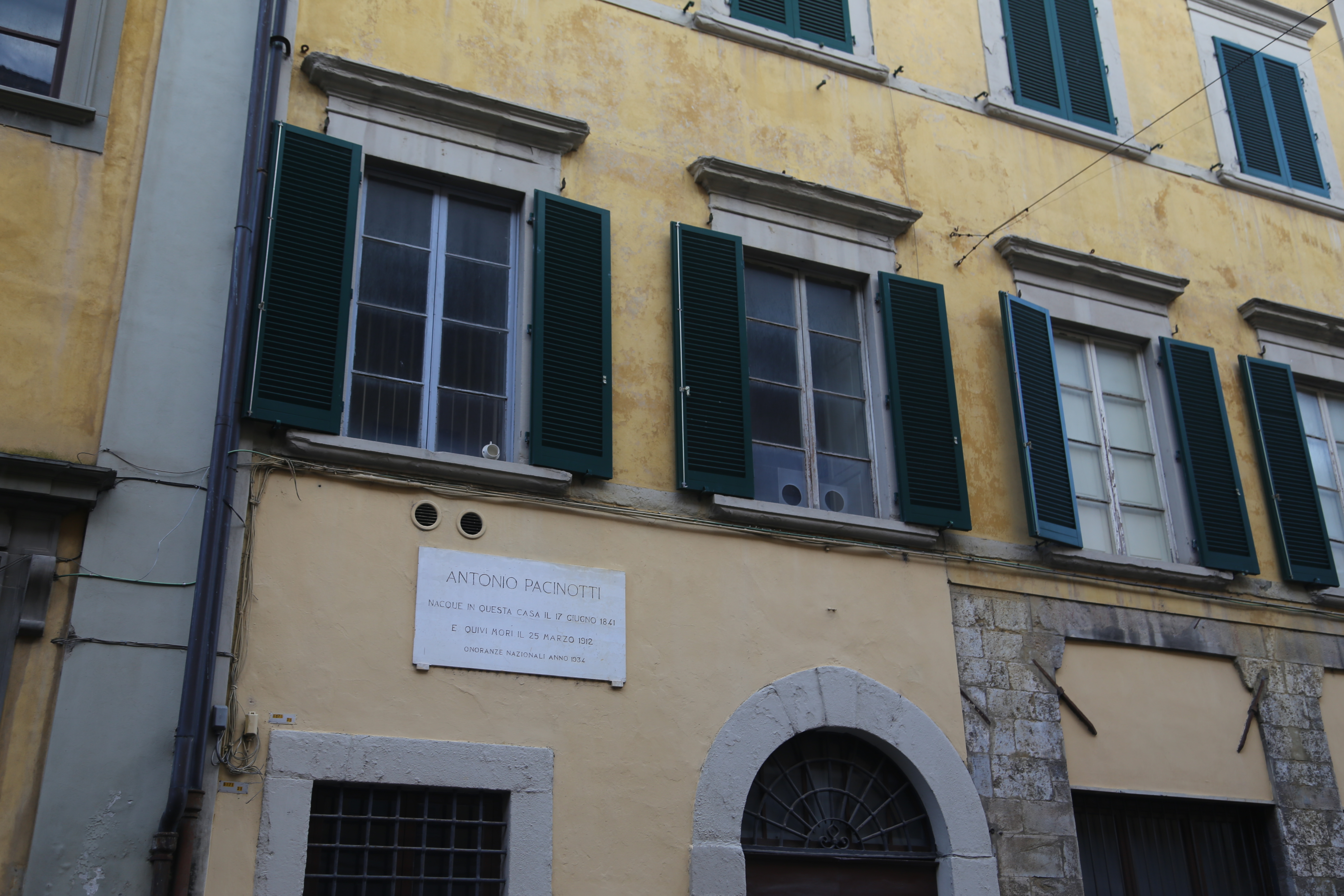
Lapide commemorativa nella casa natale di Antonio Pacinotti
in via Santa Maria 24, Pisa

## Citazioni
A Goito una targa ricorda il sergente volontario Antonio Pacinotti:
SULLE RIVE DEL MINCIO

AGLI ALBORI DEL NAZIONALE RISCATTO

TRA LE ASPRE FATICHE DI GUERRA

DURANTE LA CAMPAGNA DEL 1859

IL SERGENTE VOLONTARIO

ANTONIO PACINOTTI

DIVINAVA L'ANELLO ELETTROMAGNETICO

CHE TRASFORMANDO L'ENERGIA MECCANICA

IN ENERGIA ELETTRICA

A CORRENTE CONTINUA

APPORTAVA PROGRESSO E CIVILTÀ

NEL MONDO

______

GOITO

NEL CENTENARIO DI S. MARTINO E SOLFERINO

PERCHÉ L'UMANITÀ SI RICORDI»
Ad Antonio Pacinotti sono intitolati i Licei scientifici de La Spezia di Roma e di Cagliari. È intitolato anche un Istituto Superiore a Taranto. A lui sono anche dedicati un istituto tecnico industriale a Fondi, uno a Scafati e uno a Venezia sorto nel 1941, l'Istituto Tecnico Commerciale di Pisa, nonché l'istituto per geometri di Bologna, l'Istituto professionale di Pontedera, Pistoia e Foggia.